# 土圞儿
土圞儿（学名：Apios fortunei）为豆科土圞儿属下的一个种。种名 fortunei 以英国植物学家Robert fortune（1813-1880）的名字命名。